# Miguel Cadilhe (Regisseur)
Miguel Cadilhe (* 26. April 1973 in Porto) ist ein portugiesischer Fernseh- und Filmregisseur und -produzent, auch als Filmeditor ist er gelegentlich tätig.

## Leben
Cadilhe studierte an der London Film School, wo er 1997 erstmals als Regisseur in Erscheinung trat, mit seinem Kurzfilm The Window, mit David Brierly, Sarah Farooqui und John Williams in den Hauptrollen. 1998 folgte dort sein nächster Kurzfilm Are You Wearing Yours? (mit Anneke Bailey, Maria Burmester und Rafaela Ribas), für den er 1999 beim portugiesischen Filmfestival Fantasporto seine erste Nominierung für einen Filmpreis erhielt. In seinem Heimatland arbeitete er erstmals 2002/2003, als er für Episoden und Einspieler der Comedyserie Cebola Mol Regie führte.
Nachdem er zuvor bereits seinen zweiten Kurzfilm und zwei seiner Fernseharbeiten produziert hatte, trat er 2005 erstmals mit seiner Filmproduktionsgesellschaft Filbox Produções als größerer Kinofilmproduzent auf, für Manoel de Oliveiras Film Espelho Mágico. Hierfür erhielt er einige Nominierungen, so bei der Viennale (2005), beim Chicago International Film Festival (2005), beim Jeonju International Film Festival (2005), beim Caminhos do Cinema Português (2006) und beim Palm Springs International Film Festival (2006). Er produzierte danach auch Oliveiras folgenden Kurzfilm (Do Visível ao Invisível, 2005) und 2006 den Kinofilm Belle Toujours, Oliveiras beachtete Fortsetzung von Luis Buñuels Film Belle de Jour von 1967. Auch Belle Toujours war für einige Preise nominiert, so beim Internationalen Filmfestival von São Paulo und beim San Sebastián International Film Festival (beide 2006).
2008 startete Cadilhe seine Comedyserie Tele Rural beim öffentlich-rechtlichen Sender RTP. In der Serie karikieren die beiden Comedians und Schauspieler João Paulo Rodrigues und Pedro Alves mit einer amateurhaften und skurrilen Nachrichtensendung aus dem fiktiven nordportugiesischen Dorf Curral de Moinas auch die ausgiebigen portugiesischen Nachrichtensendungen. Die Serie erreichte einige Beliebtheit, erschien danach auch als DVD-Box und brachte Cadilhe Nominierungen beim Festival de Télévision de Monte-Carlo und bei den portugiesischen Fernsehpreisen Tropheus TV 7 Dias ein.
Auch seine 2011 folgende Fernsehserie Portugal Tal & Qual, die sozialen und gesellschaftlichen Fragen in Portugal komisch nachging und in der die beiden Comedians mit dem renommierten Sprecher und Moderator Eládio Clímaco kontrastierten, erreichte einige Popularität. 2019 folgte dann mit Patrulha da Noite die nächste komische Serie unter Cadilhes Regie. Gelegentlich produzierte er auch Musikvideos, so 2015 für das Stück Não Faço Questão, eine Kooperation der portugiesischen Pop-Band D.A.M.A. mit dem brasilianischen Rapper Gabriel O Pensador. 2019 produzierte er mit Feitios eine weitere komische Serie für die RTP.
2022 drehte Cadilhe seinen ersten Kinofilm, Curral de Moinas – Os Banqueiros do Povo, ein Film auf Grundlage seiner erfolgreichen Tele Rural-Fernsehserie und eine lose Fortsetzung des erfolgreichen Kinofilms 7 Pecados Rurais von 2013. Sein selbstproduziertes Kinodebüt wurde mit 314.015 Besuchern ein enormer Erfolg (viert-erfolgreichster portugiesischer Film seit 2004 und erfolgreichster portugiesischer Film 2022) und lief danach auch in einigen Kinos in Luxemburg und der Schweiz.

## Filmografie

### Regie
- 1997: The Window (Kurzfilm)
- 1998: Are You Wearing Yours? (Kurzfilm, auch Produzent)
- 2002: Cebola Mol ao Bibo e a Cores – Espacial de Carnaval (Folge der Comedy-Serie)
- 2002: Cebola Mol ao Bibo e a Cores (Folge der Comedy-Serie, auch Schnitt)
- 2003: Cebola Mol – Megadeth (Folge der Comedy-Serie, auch Produzent)
- 2003: Cebola Mol – Queixadas de Sintra (Folge der Comedy-Serie, auch Schnitt und Produzent)
- 2008: TeleRural (Comedy-Serie, auch Produzent)
- 2011: Portugal Tal & Qual (Comedy-Serie, auch Produzent)
- 2013: Sage – bom colaborador (Kurzfilm, Video, auch Produzent)
- 2019–2020: Patrulha da Noite (Comedy-Serie, auch Schnitt)
- 2022: Curral de Moinas – Os Banqueiros do Povo (auch Produzent)

### Produktion
- 1998: Are You Wearing Yours? (Kurzfilm, auch Regie)
- 2003: Cebola Mol – Megadeth (Folge der Comedy-Serie, auch Regie)
- 2003: Cebola Mol – Queixadas de Sintra (Folge der Comedy-Serie, auch Regie und Schnitt)
- 2005: Espelho Mágico; Regie: Manoel de Oliveira
- 2005: Do Visível ao Invisível (Kurzfilm); Regie: Manoel de Oliveira
- 2006: Belle Toujours; Regie: Manoel de Oliveira
- 2006: O Improvável Não é Impossível (Kurzfilm); Regie: Manoel de Oliveira
- 2007: Nadine; Regie: Erik de Bruyn
- 2008: TeleRural (Comedy-Serie, auch Regie)
- 2011: Portugal Tal & Qual (Comedy-Serie, auch Regie)
- 2013: Sage – bom colaborador (Kurzfilm, Video, auch Regie)
- 2015: D.A.M.A – Não Faço Questão ft. Gabriel O Pensador (Musikvideo)
- 2019: Feitios (Comedy-Serie)
- 2022: Curral de Moinas – Os Banqueiros do Povo (auch Regie)